# Affaire Kitty Van Nieuwenhuysen
L'affaire Kitty Van Nieuwenhuysen est une affaire criminelle qui s'est déroulée en décembre 2007 en Belgique et qui a connu un retentissement national. Dans la nuit du 3 au 4 décembre 2007, trois individus s'introduisent dans un domicile situé à Lot dans le but de dérober le véhicule familial. Lors de leur intrusion, ils blessent le père de la famille de plusieurs balles avant de prendre la fuite. Peu après, ils tirent à plusieurs reprises sur deux agents de police qui patrouillaient à Beersel, blessant gravement l'un des deux et tuant l'autre, Kitty Van Nieuwenhuysen, jeune policière récemment diplômée de 23 ans. Les auteurs identifiés par la suite comme étant Noureddine Cheikhni, Galip Kurum et Hassan Iasir sont reconnus coupables et condamnés à 30 ans de réclusion en avril 2011.
Noureddine Cheikhni et Hassan Iasir sont libérés sous conditions respectivement en juin 2019 et en décembre 2021. Galip Kurum, le responsable de la mort de la policière selon l'enquête et le procès, est libéré sous conditions en juillet 2024, 17 ans après les faits.

## Déroulement des faits

### Intrusion dans le domicile des Sacoor
Dans la nuit du 3 au 4 décembre 2007, trois individus cagoulés et lourdement armés s'introduisent dans le domicile de la famille Sacoor situé à Lot dans le but de dérober le véhicule familial. Après avoir été réveillé par le bruit, le père de famille, Ismaïl, âgé de 52 ans et ceinture noire de karaté, s'interpose et blesse un des trois malfrats, lesquels ripostent en lui tirant trois coups de feu dans la jambe. Ismaïl Sacoor chute alors dans l'escalier devant sa femme et ses enfants, dont fait partie le jeune Jonathan Sacoor alors âgé de huit ans. Les intrus parviennent ensuite à prendre la fuite à bord du véhicule familial.

### Fuite, fusillade et mort de Kitty Van Nieuwenhuysen
À Beersel, deux agents de la police locale belge ignorant tout des faits qui se sont déroulés peu avant, Peter Van Stalle, 27 ans, et Kitty Van Nieuwenhuysen, 23 ans et diplômée depuis quelques mois seulement de l'école de police, effectuent une ronde de routine et aperçoivent des agissements suspects. Ils appellent alors du renfort mais sont la cible de tirs de kalachnikov qui blessent gravement le policier mais tuent sa collègue sur le coup, laquelle devait fêter ses 24 ans le lendemain.

## Enquête et interpellations
Dès le début de l'enquête, la police fédérale pense que les suspects proviennent de la région de Charleroi car le véhicule utilisé par les malfrats pour se rendre à Lot, une Volvo, avait été volé dans un garage à Thuin et celui utilisé lors de leur fuite avait été retrouvé calciné dans un bois à Goutroux. Ils parviennent également à déterminer leurs identités sur la base d'informateurs et de traces ADN trouvées dans le premier véhicule,.
Le 19 janvier 2008, soixante policiers sont réquisitionnés et trois suspects, jugés dangereux, sont arrêtés dans la région de Charleroi : Noureddine Cheikhni, Hassan Iasir et Galip Kurum, possédant tous trois un casier judiciaire lourd. Des perquisitions sont également menées à leur domicile. Le lendemain, les trois suspects sont placés sous mandat d'arrêt par le juge Thierry Freyne,.
Par la suite, il s'avère que peu après le meurtre de Kitty Van Nieuwenhuysen, réalisant qu'ils seraient soupçonnés de celui-ci, Noureddine Cheikhni et Hassan Iasir étaient retournés au Maroc et Galip Kurum en Turquie. La police fédérale avait alors attendu leur retour en Belgique pour intervenir,. Noureddine Cheikhni et Hassan Iasir, niant les faits qui leur étaient reprochés, rétorquent qu'ils étaient partis au Maroc pour « raisons familiales ».

### Profils des suspects
Les trois individus suspectés du meurtre de la policière avaient tous trois déjà été condamnés plusieurs fois à des peines de prison, Noureddine Cheikhni et Galip Kurum ayant d'ailleurs été reconnus coupables du braquage de la poste de Lodelinsart en 2001.

#### Hassan Iasir
Hassan Iasir est un chauffeur livreur d'origine marocaine, né le 12 décembre 1976 (30 ans au moment des faits) et vivant alors à Jemeppe-sur-Sambre. Il a alors déjà commis 42 délits répertoriés et a été condamné à trois reprises : en 1998 à cinq ans de prison pour vol avec violence; à trois mois de prison en 1999 pour faux en écriture et à une peine de travail de 200 heures en 2006. Outre ses condamnations, il a effectué d'autres séjours en prison. Il était libre depuis seulement une dizaine de jours avant les faits,.

#### Noureddine Cheikhni
Noureddine Cheikhni, également d'origine marocaine, né le 15 mai 1977 et âgé de 30 ans au moment des faits a alors déjà commis 31 méfaits répertoriés  et a déjà été condamné à cinq reprises : en 1998 à six mois de prison avec sursis; à quatre mois avec sursis en 2001 pour recel; à six ans de prison pour vols avec violence avec circonstances aggravantes en 2002 suivi d'une condamnation mineure pour défaut d'assurance et à 18 mois supplémentaires en 2004 pour association de malfaiteurs. Sa peine écourtée, il sort de prison le 4 septembre 2006 alors qu'il n'aurait dû être libéré qu'en décembre 2010, soit trois ans après le meurtre de Kitty Van Nieuwenhuysen.

#### Galip Kurum
Galip Kurum est un Turc né en 1978. Âgé de 29 ans au moment des faits, il a déjà commis 29 méfaits répertoriés et a été condamné à quatre reprises : à six mois de prison en 2001 et sept mois en 2003 pour trafic de stupéfiants; à six ans de prison pour vols avec violence en 2002 comme son complice Noureddine Cheikhni et à deux ans de prison en 2004 pour association de malfaiteurs. Il bénéficie d'une libération conditionnelle en juillet 2024.

## Procès
En juillet 2009, la Chambre du conseil décide de saisir la Chambre des mises en accusation afin que l'affaire soit renvoyée en cour d'assises. Le renvoi est ensuite confirmé en mars 2010.
Le procès débute le 28 février 2011 à la Cour d'assises de Bruxelles. Les chefs d'accusation comprennent des accusations de meurtre, de tentative de meurtre, de home-jacking et de vol avec violence. Le procès est présidé par la présidente de la cour, Karin Gérard, et l'avocat général est Bernard Dauchot. Les parents de Kitty Van Nieuwenhuysen représentés par Jef Vermassen, le père et l'épouse de Peter Van Stalle représentés par Nina Van Eeckhaut et Nicolas Vandersmissen, Ismail Sacoor représenté par Sven Mary et Nathalie Buisseret, et la commune de Beersel défendue par Tom Compernolle, constituent les parties civiles. Les accusés Noureddine Cheikhni, Galip Kurum et Hassan Iasir sont défendus respectivement par Laurent Kennes et Marc Uyttendaele, par Olivier Martins et par Michel Bouchat. Le jury est composé de cinq hommes pour sept femmes,
Durant le procès, Galip Kurum continue de clamer son innocence, de nier les faits et accuse les enquêteurs de lui avoir « gâché [la] vie ». Bien que son ADN ait été retrouvé dans un des véhicules, il affirme ne pas comprendre et que la présence de son ADN est due à son passage dans divers garages de la région. Il prétend également avoir passé la soirée du meurtre à Dampremy en compagnie d'une amie. Il estime aussi qu'il n'y a « rien de mal » dans les 199 contacts téléphoniques qu'il a eus avec Noureddine Cheikhni durant le mois précédant le meurtre, alors que sa liberté conditionnelle lui interdisait tout contact avec son ancien complice, et conteste ensuite le numéro de téléphone en affirmant ne pas savoir s'il lui appartient.
Néanmoins, le procureur général Bernard Dauchot rappelle qu'un témoin affirme avoir reconnu Galip Kurum dans la Volvo utilisée lors du homejacking. De plus, en se basant sur la hauteur des impacts de balle et la trajectoire descendante des tirs de kalachnikov, Bernard Dauchot affirme que Galip Kurum est celui des trois qui est responsable de la mort de la policière. En parlant des accusés, Il s'exprime en ces termes : « C'est le bal des menteurs, ici et ils valsent ! Leurs mensonges les confondent. ».
À la clôture des débats, les accusés s'adressent au jury. Noureddine Cheikhni reconnaît le recel de la Volvo utilisée lors des faits mais affirme que « jamais [il n'aurait] pu tirer sur un père de famille ou un policier ». Galip Kurum jure de nouveau qu'il est innocent et qu'il n'a aucune rancœur envers la police, alors qu'un policier l'avait blessé à la colonne vertébrale lors du braquage de la poste de Lodelinsart et que l'argument de la revanche à la suite de cette blessure avait été utilisé. Hassan Iasir dit être totalement étranger au dossier, n'avoir jamais été présent sur les différents lieux et renvoie à la plaidoirie de son avocat.
Finalement, les trois accusés, Noureddine Cheikhni, Galip Kurum et Hassan Iasir, sont reconnus coupables pour l'ensemble des chefs d'accusation. Le jury a en outre reconnu Galip Kurum comme étant effectivement l'auteur des tirs mortels sur la policière. Lors du prononcé des peines, la cour a estimé que les accusés n'avaient retenu aucune leçon de leurs précédentes condamnations, en soulignant toutefois qu'il s'agissait de leur première condamnation pour un crime, ce qui constituait une circonstance atténuante. Noureddine Cheikhni, Galip Kurum et Hassan Iasir sont alors condamnés à 30 ans de réclusion pour l'ensemble des faits,.

## Hommages
Le jour de l'enterrement de Kitty Van Nieuwenhuysen, en plus de plusieurs centaines de policiers n'ayant pu entrer dans l'église, 1200 personnes assistent à la cérémonie, dont le ministre de l'Intérieur Patrick Dewael qui lui remet à titre posthume la Croix civique de 1re classe pour actes de courage et de sacrifice de soi et le bourgmestre de Beersel, Hugo Casaer, qui lui décerne la médaille d'or du Mérite de sa commune. Quelques mois plus tard, son nom est donné à une promotion de policiers à l'institut de formation de Relegem. Patrick Van Stalle, son collègue blessé lors de l'intervention, reçoit lui la Croix civique 2e classe en avril 2008.
Un an après sa mort, le 4 décembre 2008, un monument à la mémoire de la policière est inauguré à Lot en présence du prince Philippe et du Premier ministre Yves Leterme. Une minute de silence est également respectée par l'ensemble des services de police du pays. Depuis ce jour et jusqu'en 2017, une cérémonie d'hommage s'est tenue chaque année devant ce mémorial mais les parents de la policière ont émis le souhait que celle célébrant le dixième anniversaire de la mort de leur fille soit la dernière. Lors de celle-ci, le ministre de l'Intérieur Jan Jambon a déclaré que Kitty Van Nieuwenhuysen faisait maintenant partie de la « mémoire policière collective ».